# Lionel Crabb
Lionel "Buster" Crabb, född 28 januari 1909, försvunnen och antaget död 19 april 1956 var en brittisk Royal Navy-grodman som försvann under ett spaningsuppdrag vid den sovjetiska kryssaren Ordzjonikidze 1956. Sovjetledaren Nikita Chrusjtjov befann sig ombord och hade kommit till Portsmouth för att träffa Anthony Eden, den brittiske premiärministern. Underrättelsetjänsten MI6 tros ha sänt Crabb på uppdraget för att ta reda på mer om fartyget, men han återvände aldrig. Många spekulationer uppstod kring försvinnandet. Bland annat spekulerades det kring om Crabb hade hjärntvättats av KGB, om han var en dubbelagent eller om han tillfångatagits.
En oidentifierbart lik, utan varken händer eller huvud, flöt i land ett år senare, och man antog att det var Crabb. Under 2006 offentliggjorde det brittiska Riksarkivet dokument som tyder på att den brittiske spionen upptäckts och mördats. Historien om Crabbs död, och det misslyckade spionaget under ett statsbesök, tros ha mörklagts.